# Zwartmaskertandkwartel
De zwartmaskertandkwartel (Odontophorus atrifrons) is een vogel uit de familie Odontophoridae. De wetenschappelijke naam van de soort is voor het eerst geldig gepubliceerd in 1900 door Allen.

## Voorkomen
De soort komt voor in het noordoosten van Colombia en het noordwesten van Venezuela en bestaat uit drie ondersoorten:
- O. a. atrifrons: Santa Martagebergte (noordoostelijk Colombia).
- O. a. variegatus: noordoostelijk Colombia.
- O. a. navai: Sierra de Perijá (noordoostelijk Colombia en noordwestelijk Venezuela).

## Beschermingsstatus
De totale populatie wordt op basis van gegevens uit de jaren 1997-2000 geschat op 1500-7000 volwassen vogels. Op de Rode Lijst van de IUCN heeft de soort de status niet bedreigd.